# 파네티 대 쿼터먼 소송
파네티 대 쿼터먼, 미국 551번 930쪽(2007)은 다음과 같이 판결한 미국 대법원의 결정인데 그것은 사형을 선고 받은 형사재판 피고인들이 만약에 그들이 그들의 임박한 사형의 이유를 이해하지 못 한다면 사형에 처해질 수 없다는 것이고, 일단 주정부가 사형일자를 정했다면 사형수들은 그들의 권리를 사용하여 소송을 통해 헤이비어스 코퍼스[인신보호청원] 절차에 들어갈 수 있다는 것이다.